# 爆栗
爆栗，發音bào lì，亦稱為暴栗，常被用來指空拳敲擊、空拳中指突出敲擊、空拳食指突出敲擊等等。因炒栗子時的栗子爆裂聲與敲頭聲音相近，故常被引用至小說中，聲音響亮但沒有太大傷害。由於應用廣泛，被引申為用手擊響對方頭部的各種方法及動作。

## 外部連結
- 栗爆-中華民國教育部重編國語辭典修訂本 （页面存档备份，存于）
- 栗暴-中華民國教育部重編國語辭典修訂本 （页面存档备份，存于）